# 지방도 제418호선
지방도 제418호선은 강원특별자치도 인제군 기린면 진방삼거리와 양양군 현북면 하광정리를 잇는 강원특별자치도의 지방도이다.
2006년 12월 1일에 인제군 기린면 진동리와 양양군 서면 서림리를 연결하는 연장 1,145ｍ의 조침령터널이 개통되어 통행 시간을 1시간가량 단축시키고 이동거리도 40km가량 줄어드는 효과를 보았다.

## 역사
- 2001년 10월 6일 : 진동 ~ 서림간 도로 확포장공사에 의해 인제군 기린면 진동리 ~ 양양군 서면 서림리 9.71km 구간 도로구역 변경[2]
- 2003년 2월 15일 : 노선 폐지 및 재지정[3]

## 주요 경유지
- 인제군
  - 기린면 진방삼거리 - 조롱고개 - 방동리 - 방동보건진료소 - 기린초등학교 방동분교 - 진동1교 - 진동2교 - 진동리 - 진동3교 - 두무동교 - 쇠나드리교 - 진동삼거리 - 조침령터널(1,145ｍ)

- 양양군
  - 서면 조침령터널(1,145ｍ) - 서림리 - 서림삼거리 - (미개통 구간 : 서림임도교)
  - 현북면 (단절 구간 : 서림리 ~ 면옥치리) - 면옥치리 - 용란교 - 현성삼거리 - 어성전사거리 - 명지리 - 말곡리 - 현북중학교 - 현북초등학교 - 중광정리 - 하광정리

## 도로명
- 인제군 기린면 진방삼거리 ~ 양양군 서면 서림삼거리 : 조침령로
- 양양군 현북면 면옥치리 ~ 하광정리 : 송이로